# Niccolò Forteguerri
Pour les articles homonymes, voir Forteguerri.
Niccolò Forteguerri (né le 7 novembre 1674 à Pistoia, en Toscane - mort le 17 février 1735 à Rome) est un religieux italien du début du XVIIIe siècle qui est cardinal — on a coutume de l'appeler le Jeune pour le distinguer d'un autre cardinal de même nom — et poète.

## Biographie
Niccolò Forteguerri appartient à la même famille que le célèbre philologue et helléniste Scipione Forteguerri (1466-1515) officiel de la Curie pour Clément XI, Innocent XIII et Clément XII. Il livre aux flammes, avant de mourir, tous ses manuscrits inédits.

## Œuvres
- les Comédies de Térence, en vers italiens, 1736 ;
- Ricciardetto (Richardet), 1738, poème héroïcomique dans le genre de Francesco Berni, il le composa comme en se jouant et par gageure, afin de prouver combien ce genre est facile.

Ce poème est traduit en vers français par Anne-François Duperrier-Dumouriez, 1766, et par Louis-Jules Mancini-Mazarini, 1797. Tentant de qualifier sommairement les relations entre Jacques le Fataliste et son maître, Diderot évoque celles entre Richardet et  Ferragus, de "Monsignor Forti-Guerra, l'imitateur de l'Arioste" (éd. du Livre de poche, page 74).  